# Nokia Lumia 530
Il Nokia Lumia 530 è uno smartphone di fascia bassa prodotto da Microsoft Mobile che fa parte della serie Lumia. È stato concepito per essere, assieme al Nokia Lumia 630, il best seller della nuova gamma di dispositivi con Windows Phone 8.1 di serie.
Il 10 novembre 2014, Microsoft ha rilasciato il suo successore, il Microsoft Lumia 535, con un display da 1 pollice più grande IPS, sensore di luce ambientale, schermo Corning Gorilla Glass 3, 8 GB di memoria interna (vs 4 GB), 1GB di RAM (vs 512 MB), batteria da 1905 mAh (contro 1430mAh), 5 MP fotocamera frontale (vs nessuna telecamera FF), auto-focus per la fotocamera posteriore (vs fuoco fisso) e flash LED (vs no flash).